# Pseudoligostigma
Pseudoligostigma és un gènere d'arnes de la família Crambidae.

## Taxonomia
- Pseudoligostigma argyractalis
- Pseudoligostigma boliviensis Munroe, 1964
- Pseudoligostigma enalassalis
- Pseudoligostigma enantialis
- Pseudoligostigma enareralis
- Pseudoligostigma heptopalis
- Pseudoligostigma incisa Strand, 1920
- Pseudoligostigma odulphalis (Schaus, 1924)
- Pseudoligostigma phaeomeralis
- Pseudoligostigma punctissimalis